# Seúl 88 (historieta)
Seúl 88 es una historieta de 1987 del autor español Francisco Ibáñez perteneciente a su serie Mortadelo y Filemón.

## Trayectoria editorial
Se serializó en 1987 en la revista Mortadelo números 65 a 72. Luego se publicó en álbum en el n.º de la Colección Olé. Es, además, la única historieta de los años 80 que se publicó en la colección Magos del humor (n.º 19, en 1994)

## Sinopsis
Los Juegos Olímpicos reúnen a las personas más ágiles, más fuertes, más rápidas, etc. El profesor Bacterio pretende transformar a Margarito Mariposillo, un tipo enclenque, en un superhombre. Ha conseguido una imponente musculatura, pero le falta fuerza, agilidad, etc. Mortadelo y Filemón deberán viajar a los juegos olímpicos de Seúl para conseguir ADN (cabellos, uñas, etc..) de los mejores atletas del mundo...¡y así Bacterio podrá crear un super-atleta!

## Comentarios
Hay varios chistes a expensas del amaneramiento de Margarito. Aunque hoy día esto sería políticamente incorrecto, en aquel momento se percibía como normal.
Es la primera historieta olímpica en que los roces entre Mortadelo y Filemón y el resto de la delegación española existen antes del viaje. Los dos agentes se ven obligados a viajar aparte porque los atletas se niegan a que viajen con ellos. También es la primera historieta con una introducción sobre los deportes, en una perspectiva histórica.
Por otro lado, Mortadelo y Filemón en ningún momento participan en las pruebas deportivas, a diferencia de lo ocurrido en las tres anteriores olimpiadas.
Destacan los gags por los choques con la cultura asiática: el comportamiento del botones al comienzo de cada capítulo y los problemas con el transporte del hotel a la villa olímpica.